# 121236 Adrianagutierrez
121236 Adrianagutierrez este o planetă minoră (asteroid), cu un diametru de 1,299 km, din centura de asteroizi. A fost descoperită pe 8 septembrie 1999 la Catalina Station⁠(d) de Catalina Sky Survey. 
Obiectul prezintă o orbită caracterizată de o semiaxă mare de 1,9707249207871 UAi, o excentricitate de 0,08, o înclinație de 21,6 ° în raport cu ecliptica.